# Sauerbraten
Sauerbratenとは、自由ソフトウェア、オープンソースのファーストパーソン・シューティングゲームである。CUBE-Engineを使用したCubeをリメイクしたものとして開発中。
CUBEは元々他のゲームと比べ軽く、ゲームをプレイ中（オンラインプレイを除く）はいつであろうとキー一つでマップやゲームデザインを編集できるというやや開発者向けの作りとなっているが、Sauerbratenもその点をしっかり守っており、ダイナミックライトや水面のリアルな反射などといった点が追加されている。